# 경일중학교 (대구)
경일중학교(慶一中學校)는 대한민국 대구광역시 서구 원대동1가에 있는 공립 중학교이다.

## 학교 연혁
- 1954년 5월 17일 : 공립 대구 수성중학교 9학급 설립 인가
- 1954년 5월 21일 : 경북 중학교 가교사에서 개교
- 1954년 7월 13일 : 초대 이원천 교장 취임
- 1957년 3월 3일 : 제1회 졸업식 거행
- 1959년 1월 13일 : 교가 제정(김달진 작사, 권태호 작곡)
- 1959년 2월 15일 : 2부 9학급 증설인가(주간부 15학급, 야간부 9학급)
- 1960년 1월 14일 : 교명을 경일중학교로 개칭, 현위치(원대동)으로 이전
- 1985년 8월 31일 : 태권도 수련장 준공
- 1997년 2월 22일 : 사격훈련장 준공
- 1998년 8월 22일 : 교사 전면 개축 공사 준공(55실)
- 2000년 12월 9일 : 학교 급식 시설 설비 완료
- 2004년 12월 28일 : 강당(다목적 교실) 준공
- 2006년 5월 24일 : 역도관 준공
- 2009년 3월 12일 : 우레탄 트랙 및 다목적 구장 준공
- 2016년 2월 29일 : 급식동(실) 준공
- 2021년 3월 1일 : 제29대 김미리 교장 부임
- 2022년 1월 6일 : 제66회 졸업식(졸업생 73명, 누계 47,838명)
- 2022년 3월 2일 : 제69회 입학(3학급 53명)

## 참고 자료
- 경일중학교 - 한국교육학술정보원 학교알리미